# Hajry Redouane
Hajry Redouane (Casablanca, 5 marzo 1964) è un allenatore di calcio ed ex calciatore marocchino, di ruolo centrocampista.